# أنطوان لحد
أنطوان لحد (1927 – 10 سبتمبر 2015) ضابط لبناني تولى قيادة ما كان يسمى بجيش لبنان الجنوبي الموالي لإسرائيل بعد ضابط سعد حداد بين 1984 وحتى انهياره وفرار قيادته، وعدد من عناصره إلى إسرائيل إبان التحرير في مايو سنة 2000. كان يقيم في تل أبيب حيث أدار مطعماً صغيراً.
ولد عام 1927 في كفرقطرة (قضاء الشوف)، أوقف غيابياً في 4 ديسمبر 2001 وكان فاراً من وجه العدالة بحسب محكمة جنايات لبنان الجنوبي في حكم أصدرته بتاريخ الأربعاء 14 مايو 2003. حكمت محكمة جنايات لبنان الجنوبي على أنطوان لحد بالأشغال الشاقة المؤبدة وذلك بعد التدقيق والمذاكرة واستناداً لقرار الاتهام الرقم 18/2002 الصادر عن الهيئة الاتهامية في لبنان الجنوبي في 8 يناير 2002 وادعاء النيابة العامة المؤرخ في 22 يناير 2002.
منع أنطوان لحد أيضا من زيارة فرنسا منذ مايو عام 2000 باعتباره مجرم حرب. تعرَّض في تشرين الثّاني عام 1988 إلى محاولة اغتيال قامت بها سهى بشارة المنتمية إلى جبهة المقاومة الوطنية اللبنانية (الحزب الشيوعي اللبناني). أدت العملية إلى إدخاله وحدة العناية المركزة في مشفى رامبام في حيفا، وقضى فيه مدة طويلة من الزمن.

## حياته
ولد لحد في عائلة لبنانية مارونية في قرية كفرقطرة التابعة لقضاء الشوف. تخرج من الأكاديمية العسكرية اللبنانية في عام 1952. عمل بعد تخرُّجه ضابطًا في المخابرات العسكريّة اللبنانيّة. ترقّى في سلّم الجيش اللبناني بسبب علاقاته، وصداقته الوثيقة مع الرّئيس اللبناني آنذاك كميل شمعون. أوكلت إليه عام 1958 مع نُخبة من ضبّاط المخابرات في الجيش اللبناني مهمّة استلام الشحنات السريَّة من الأسلحة والعتاد العسكري التي أرسلتها إسرائيل للجيش اللبنانيّ باتّفاق مع كميل شمعون.
درس بين الأعوام 1972 - 1973 في الكلية العسكرية التابعة للجيش الفرنسي. تعرّف أثناء دراسته إلى زميله اللّواء مناحم عينان (أشغل منصب رئيس شعبة التخطيط في الجيش الإسرائيلي منذ عام 1983 وحتّى عام 1986، ثُمّ أصبح رئيسًا لقسم «التكنولوجيا والإمدادات»).
بعد فشله عام 1984 في التنافس على منصب رئيس أركان الجيش اللبناني بادر وكلاء استخبارات الجيش الإسرائيلي للاتصال به، وعرضوا عليه تولّي منصب قائد ما سُمّي بجيش لبنان الجنوبي خلفًا للرائد سعد حداد الذي توفّي عام 1984 بمرض السرطان. وكان لحد آنذاك قائدًا في ميليشيا حزب الكتائب اللبنانية في منطقة جونية، ولكنّه لم يُسارع إلى قُبول هذا العرض، واستشار قبل ذلك والده، والرئيس كميل شمعون. وقد قبل العرض بعد التشاور معهما، وحصل بعد ذلك (بناءً على طلبه) على تصريح واضح من وزير الدفاع الإسرائيلي حينها موشيه آرنس بأنّ إسرائيل لا أطماع لها في الأراضي ولا في المياه اللبنانيّة.
عمل لحد على تحويل جيش لبنان الجنوبي من ميليشيا مسيحية إلى منظمة عسكرية تمثِّل جميع مواطني جنوب لبنان، فضمّ إلى قواته بعض المقاتلين المسلمين، وظلّت الحكومة اللبنانية تُسدّد رواتب جنود جيش لبنان الجنوبي، ومن التحق بهم من الجنود الذين انشقّوا عن الجيش اللبناني حتى أواسط ثمانينات القرن العشرين واعتبرت جيش لبنان الجنوبي منظمة مستقلة أنشئت بهدف حماية المدنيين من منظمة التحرير الفلسطينية. في نهاية الثمانينات من القرن العشرين حاول أنطوان لحد التقريب وجسر الهوّة بين العماد ميشيل عون، نائب رئيس الجمهورية اللبناني في حينه، وبين خصمه سمير جعجع، ولكنّه لم ينجح في ذلك.

## مشاكله مع حزب الله
توعد حزب الله بإعدام أنطوان لحد بعد احتلال إسرائيل لجنوب لبنان، وطلب من رجاله توقيع تعهدات شخصية بعدم زيارة لحد أو الموالين له في جنوب لبنان. وكان مقره في مرجعيون، حيثُ كانت الأعلام الإسرائيلية واللبنانية مرفوعةً عليه. كما كان هناك مقرّ وكالة البث المسيحية التي أسسها بات روبرتسون.

### محاولة اغتياله
تعرَّض أنطوان لحد في 17 نوفمبر 1988 إلى محاولة اغتيال قامت بها سهى بشارة إحدى ناشطات جبهة المقاومة الوطنية في لبنان، التي أوكلت إليها مهمّة التّخلُّص من أنطوان لحد. توجهت بشارة إلى جنوب لبنان، واتّخذت لها غطاءً بأنّها مُدرِّبة لياقة بدنيَّة. أقامت سهى بشارة علاقة صداقة مع منيرفا زوجة أنطوان لحد، وكانت ترتاد معها ناديًا للّياقة البدنيَّة اسمه «نادي المرج»، توطدت علاقة سهى بشارة مع أفراد عائلة أنطوان لحد، وأصبحت مدرّبة منيرفا الرياضيّة، وباتت تزور بيت العائلة في مرجعيون باستمرار، وفي مساء يوم العملية 17 نوفمبر 1988 دعت منيرفا زوجة لحد سهى بشارة لتناول الشاي معها، وافقت بشارة على الدعوة ومكثت حتى وصول لحد، وبينما كانت تلملم حاجياتها للمغادرة، أطلقت بشارة طلقتين على لحد من مسدس عيار 5.45 ملم، فأصابت صدره وذراعه. نُقل لحد إثر ذلك على أهبة السرعة بطائرة عسكرية إلى مستشفى رامبام في حيفا، وقضى ثمانية أشهر في العناية المركّزة. لم يستردّ لحد عافيته بعد محاولة الاغتيال الفاشلة، وأصبحت يده اليسرى مشلولة. أمّا سهى بشارة فقد ألقى الحرس الشخصي لأنطون لحد القبض عليها، وأودعت معتقل الخيام الذي قضت فيه عشر سنوات، إلى أن أطلِق سراحها مع تحرير جنوب لبنان عام 2000. سعت إسرائيل بعد أن أيقنت أنّ أنطوان لحد لم يعد بكامل صحّته إلى إيجاد بديل له، وقد وجدت ضالّتها في عقل هاشم، الذي بدأت بإعداده كي يتولّى قيادة جيش لبنان الجنوبيّ بدلاً من أنطوان لحد.

## بعد تفكُّك جيش لبنان الجنوبي
بعد أن اضطرت إسرائيل عام 2000 إلى الانسحاب من القطاع الأمني الذي أقامته في جنوب لبنان، تفكّك جيش لبنان الجنوبي الذي كان مواليًا لها، وفرّ أعضاؤه إلى إسرائيل، وكان من جملتهم أنطوان لحد، الذي انضمّ مرغمًا إلى زوجته وولديه في فرنسا، ومن هناك انتقل إلى تل أبيب، فأقام مطعمًا فيها على الطّراز اللّبنانيّ، بعدما قدّمت له أجهزة الأمن الإسرائيليّة الأموال المطلوبة لذلك، ولكنّ المطعم سرعان ما أغلق أبوابه، فاضطرّ مرّة أخرى للسّفر إلى باريس والانضمام إلى زوجته وولديه.
عبّر في كثير من الأحاديث الصحفيّة التي أجرتها معه وسائل الإعلام الإسرائيليّة عن ألمه الشديد من تخلّي إسرائيل عنه، وعن طريقة انسحاب الجيش الإسرائيلي بشكلٍ مباغت من جنوب لبنان، وقد صبّ جام غضبه على وزير الدفاع الإسرائيلي حينها إيهود باراك.
أصدر عام 2004 سيرته الذاتيّة باللغة العبريّة وعنوانها: في عين العاصفة: خمسون عامًا في خدمة وطني لبنان، أصدرته دار النّشر «يديعوت أحرونوت»، تتضمّن هذه السيرة كثيرًا من التفاصيل عن حياته في لبنان، ويُصوِّر من خلالها الوضع السياسيّ والاجتماعي المعقّد في لبنان نتيجة تعدُّد الطوائف والأقليّات فيه.

## الوفاة
توفي أنطوان لحد في باريس في 10 أيلول/سبتمبر 2015، إثر نوبة قلبية.

## وصلات خارجية
- مقابلة بتاريخ-26 تشرين الثاني 2006، في موقع ynet (بالإنجليزيَّة).
- سيرة وصور في موقع جيش لبنان الجنوبي.
- مقابلة مع لحد صحيفة «تل أبيب».
- مقابلة مع لحد موقع nrg (بالعبريّة).